# Jahorina
Jahorina je planina v Bosni in Hercegovini, ki pripada dinarskemu gorovju. Najvišji vrh je s 1916 metri Ogorjelica. Poleti je Jahorina prekrita z zeleno travo, pozimi pa postane priljubljeno smučišče s tudi do 3 metrov snega.
Jahorina se nahaja v kantonu Republika Srbska, 15 kilometrov od upravnega središča Pale, 30 kilometrov od Sarajeva in 480 kilometrov od Ljubljane. Kot smučišče je postala najbolj znana za časa zimskih olimpijskih iger v Sarajevu 1984. Ugodna klima in veliko snega je vzrok za dolgo smučarsko sezono, saj je kar 175 dni v letu, od oktobra do maja, Jahorina prekrita s snegom, desetletno povprečje snega v februarju znaša 106 cm.
Zimski olimpijski center Jahorina ima 20 kilometrov smučarskih stez. Mednarodna smučarska zveza je na Jahorini pozitivno ocenila steze za slalom, veleslalom in smuk. Višinska razlika smučišč je 5840 metrov, steze pa so med seboj povezane z žičnicami in navadnimi vlečnicami. 
Jahorina ima tudi posebno progo za motorne sani.